# Župnija Šentjernej
Župnija Šentjernej je rimskokatoliška teritorialna župnija Dekanije Leskovec Škofije Novo mesto.
Do 7. aprila 2006, ko je bila ustanovljena Škofija Novo mesto, je bila župnija del Nadškofije Ljubljana.
V župniji Šentjernej že vrsto let deluje Anton Trpin, župnik, ki si prizadeva obnoviti infrastrukturo cerkva v šentjernejski župniji. V letu 2004 pa je bil v celoti obnovljen glavni oltar župnijske cerkve, v letu 2005 pa še okolica cerkve in župnijski dom.
V zgodovini župnije je v Šentjerneju deloval tudi Primož Trubar.

## Sakralni objekti
| #                                   | Slika                     | Cerkev                                                      | Kraj                             |
| ----------------------------------- | ------------------------- | ----------------------------------------------------------- | -------------------------------- |
| 1.                                  | Klikni za spremembo slike | Cerkev sv. Jerneja                                          | Šentjernej                       |
| 2.                                  | Klikni za spremembo slike | Cerkev sv. Ane                                              | Ledeča vas                       |
| 3.                                  | Klikni za spremembo slike | Cerkev sv. Frančiška Ksaverija                              | Dolenja Stara vas                |
| 4.                                  | Klikni za spremembo slike | Cerkev sv. Jurija                                           | Orehovica                        |
| 5.                                  | Klikni za spremembo slike | Cerkev sv. Kozme in Damijana                                | Gorenje Gradišče pri Šentjerneju |
| 6.                                  | Klikni za spremembo slike | Cerkev Marijinega rojstva                                   | Šmarje                           |
| 7.                                  | Klikni za spremembo slike | Cerkev sv. Martina                                          | Groblje pri Prekopi              |
| 8.                                  | Klikni za spremembo slike | Cerkev sv. Miklavža                                         | Cerov Log                        |
| 9.                                  | Klikni za spremembo slike | Cerkev sv. Roka                                             | Tolsti Vrh                       |
| 10.                                 | Klikni za spremembo slike | Cerkev sv. Tomaža                                           | Gorenja Stara vas                |
| 11.                                 | Klikni za spremembo slike | Cerkev sv. Urbana                                           | Gorenje Vrhpolje                 |
| 12.                                 | Klikni za spremembo slike | Cerkev sv. Urha                                             | Čadraže                          |
| 13.                                 | Klikni za spremembo slike | Cerkev sv. Vida                                             | Gorenje Mokro Polje              |
| 14.                                 | Klikni za spremembo slike | Cerkev sv. Žige                                             | Polhovica                        |
| 15.                                 | Klikni za spremembo slike | Kapela Lurške Matere Božje                                  | Rakovnik                         |
| Sakralni objekti Kartuzije Pleterje |                           |                                                             |                                  |
| 1.                                  | Klikni za spremembo slike | Cerkev sv. Trojice (nova cerkev, nedostopna za obiskovalce) | Drča                             |
| 2.                                  |                           | Kapela sv. Križa                                            | Drča                             |
| 3.                                  | Klikni za spremembo slike | Cerkev sv. Trojice (stara cerkev, nebogoslužna)             | Drča                             |
| Nekdanji cerkvi                     |                           |                                                             |                                  |
| 1.                                  | Klikni za spremembo slike | Cerkev sv. Jere                                             | Gabrje                           |
| 2.                                  | Klikni za spremembo slike | Cerkev sv. Ožbolta                                          | Javorovica                       |